# Melisa Wallack
Melisa Lee Wallack (* 18. April 1968 in Minneapolis, Minnesota) ist eine US-amerikanische Regisseurin und Drehbuchautorin.

## Leben
Wallack besuchte das Skidmore College und schloss mit einem B.A. in Englisch und einem B.S. in Business ab. Sie gründete zusammen mit ihrer Schwester ein Unternehmen in ihrem Heimatstaat Minnesota, welches Schreibarbeiten für große Unternehmen erledigte. Schließlich zogen sie in ein neues Büro in Los Angeles. Dort kam sie mehrmals mit Autoren in Kontakt und beschloss daraufhin, sich selbst als Drehbuchautorin zu versuchen.
Ihr erstes Werk war Meet Bill (2007), für den sie das Drehbuch schrieb und zusammen mit Bernie Goldmann auch Regie führte. Danach konzipierte sie die Story für die Fantasykomödie Spieglein Spieglein – Die wirklich wahre Geschichte von Schneewittchen (2012), bei der Tarsem Singh als Regisseur fungierte und der unter anderem mit Julia Roberts, Lily Collins und Armie Hammer auf die Leinwand gebracht wurde.
2005 wurde Wallack von Variety als eine von 10 Screenwriters to Watch angeführt. Für ihre Arbeit am Drehbuch zu Dallas Buyers Club wurde sie 2014 zusammen mit Craig Borten erstmals für einen Oscar nominiert.

## Filmografie (Auswahl)
Als Regisseurin und Drehbuchautorin
- 2007: Meet Bill

Als Drehbuchautorin
- 2012: Spieglein Spieglein – Die wirklich wahre Geschichte von Schneewittchen (Mirror Mirror)
- 2013: Dallas Buyers Club

## Auszeichnungen
- 2014: Writers Guild of America Award: Nominierung in der Kategorie Bestes Originaldrehbuch für Dallas Buyers Club
- 2014: Oscar: Nominierung in der Kategorie Bestes Originaldrehbuch für Dallas Buyers Club